# Battaglia di Luchana
La battaglia di Luchana è stata uno scontro armato facente parte della prima guerra carlista son sviluppo dal 1º dicembre al 25 dicembre del 1836 tra le truppe dell'esercito cristino, leale ad Isabella II e guidato dal generale Espartero, contro le truppe carliste, guidate dal generale Villarreal, che stavano assediando la città di Bilbao dal 25 ottobre dello stesso anno.
Le truppe del generale Espartero partirono il 26 novembre dalla base di Portugalete per poi arrivare a Bilbao attraversando il fiume Nervión per attaccare, con una serie di attacchi e ritirate coordinate alterante da sessioni di bombardamenti d'artiglieria a distanza, le truppe carliste che stavano assediando la città di Bilbao. La battaglia prese atto tra le zone della parrocchia di Deusto e il municipio di Erandio, sulle rive del fiume Asúa. L'attacco definitivo venne protratto il 24 dicembre per terminare il giorno seguente con l'entrata delle truppe isabelline nella città.
È considerata dagli storici come la grande vittoria del generale Baldomero Espartero, che gli permise di ricevere il titolo di Conte di Luchana e il soprannome di "Spada di Luchana".
In questa battaglia morì Antonio de Aimerich Ortiz de Pinedo, figlio di José Aimerich, all'epoca ministro della guerra del governo Isabellino.